# Максим (Айоргусис)
Митрополи́т Макси́м (греч. Μητροπολίτης Μάξιμος, англ. Metropolitan Maximos, в миру Дими́триос Айоргу́сис, греч. Δημήτριος Αγιωργούσης; 5 марта 1935, Хиос — 2 ноября 2020, Питтсбург, Пенсильвания) — епископ Константинопольской православной церкви; митрополит Питтсбургский (2002—2011).

## Биография
Родился 5 марта 1935 года в городе Хиосе, в Греции в семье священника.
28 апреля 1957 года на острове Халки был хиротонисан в сан диакона. В том же году окончил Халкинскую богословскую школу.
26 июля 1959 года на Хиосе был рукоположён в сан пресвитера, после чего до 1964 года служил священником в Бельгии.
Обучался в аспирантуре Лувенском университета, Бельгия, где он получил степень доктора богословия и бакалавра философии в 1964 году.
В 1965—1966 годы служил священником в Риме.
В 1966 году он приехал в США и был назначен профессором систематического богословия в Греческом колледже святого Креста в Массачусетсе, где он оставался до мая 1979 года. Во время своего пребывания в школе, он также служил в качестве вице-президента и академического декана, а также председателя факультета Сената.
С сентября 1979 года по июнь 1985 года служил профессором систематического богословия в Духовной семинарии Христа Спасителя в Джонстауне, штат Пенсильвания.
18 июня 1978 года в Троицком соборе Нью-Йорка хиротонисан в сан епископа Диоклейского, викария Американской архиепископии, хиротонию возглавил архиепископ Иаков (Кукузис).
15 марта 1979 году получил титул епископа Питтсбургского. В период своего архипастырского служения уделял особое внимание молодёжному служению, религиозному образованию, монашеству и духовной жизни. Епархия спонсировала первую православную христианскую миссию в Индонезии, а епископом Максимом был рукоположен в сан иерея известный индонезийский миссионер Даниил (Бьянторо).
В 1981 году основал мужской монастырь святителя Григория Паламы. Также при его участии были созданы два женских монастыря: Рождества Пресвятой Богородицы центром святого Илии в 1989 году; и Покрова Пресвятой Богородицы в 1994 году.
В июне 1988 года митрополит Максим участвовал в праздновании тысячелетия крещения Руси в СССР и Чехословакии.
После кончины епископа Зилонского Каллиста (Самараса) в 1991 году, митрополит Максим становится духовником и советником общества «Православные люди вместе» (Orthodox People Together). Он также служил в качестве советника оргкомитета Всеправославного совещания по вопросам миссии и евангелизации.
В 1991—1992 годы — приглашённый профессор в Свято-Владимирской духовной семинарии в Крествуде.
В апреле-мае 1992 года, митрополит принял участие в миссии ВСЦ по расследованию фактов в Белоруссии и на Украине. Цель миссии заключалась в изучении проблемы униатства и представить свои выводы к соответствующему комитету ВСЦ.
В октябре 1992 года митрополит Максим представлял Константинопольский патриархат на четвёртой Конференции римско-католических епископов Латинской Америки (CELAM) в Санто-Доминго, Доминиканская Республика.
24 ноября 1997 году титул изменён на митрополит Эноский с сохранением пребывания в Питтсбурге. 20 декабря 2002 года Питсбургская епископия получила статус митрополии, а митрополит Максим, как и прочие правящие архиереи Американской архиепископии, получили титулы по своим фактическим кафедрам.
В 2005 году 76-летний митрополит Максим, упав, получил травму головы, от которой так и не смог оправиться. 3 августа 2011 года подал прошение архиепископу Димитрию об отставке с поста митрополита Питтсбургского по состоянию здоровья. Его отставка была утверждена Священным синодом Константинопольского патриархата 30 августа, и митрополит Детройский Николай (Писарис) был назначен местоблюстителем Питтсбургской митрополии.
В дополнение к греческому и английскому языкам, свободно владел французским и итальянским, являлся автором публикаций на всех этих языках.
Скончался 2 ноября 2020 года в Питсбурге.